# Présailles
Présailles település Franciaországban, Haute-Loire megyében. Lakosainak száma 110 fő (2022. január 1.). Présailles Issarlès, Alleyrac, Freycenet-la-Cuche, Le Monastier-sur-Gazeille és Salettes községekkel határos.

## Népesség
A település népességének változása:
| Lakosok száma | 457  | 312  | 230  | 158  | 144  | 137  | 116  | 115  | 114  | 110  |
|               | 1968 | 1982 | 1990 | 2006 | 2013 | 2015 | 2017 | 2019 | 2020 | 2022 |